# Henning Schmitz
Henning Schmitz (* 26. prosinec 1953) je hráč na syntezátory a zvukový inženýr německé electro skupiny Kraftwerk.
Do skupiny přišel během The Mix Tour roku 1991 po epizodické spolupráci Portugalce Fernanda Abrantese s Kraftwerk. Se skupinou však spolupracoval již mnohem dříve, poprvé je uveden v kreditaci alba Electric Cafe z roku 1986.
V únoru 2016 vydal své sólové album Global Mind Prints obsahující převážně elektronické ambientní skladby.